# Бельков, Григорий Иванович
Григорий Иванович Бельков — российский учёный в сфере мясного скотоводства, член-корреспондент ВАСХНИЛ (1990).

## Биография
Родился 28.03.1937 г. в с. Холмы Шарлыкского района Оренбургской области.
Окончил Оренбургский СХИ (1962).
- 1962—1966 главный зоотехник совхоза «Привольный» Илекского района Оренбургской области.
- 1966—1971 директор совхоза им. Димитрова того же района.
- 1971—1986 заместитель директора ВНИИ мясного скотоводства.
- с 1986 директор Оренбургского НИИ сельского хозяйства.

## Награды и звания
Доктор с.-х. наук (1980), профессор (1981), член-корреспондент ВАСХНИЛ (1990), член-корреспондент РАН (2014).
Заслуженный деятель науки Российской Федерации. Награждён орденом Трудового Красного Знамени, двумя орденами «Знак Почёта», двумя медалями, Почётной грамотой Президиума Верховного Совета РСФСР.

## Научная деятельность

### Научные труды
Автор и соавтор 50 книг и брошюр, в том числе 8 монографий и 2 учебников для вузов. Сочинения:
- Откорм скота на межхозяйственных механизированных площадках / соавт.: Г. С. Огрызкин, Н. И. Востриков. — 2-е изд., доп. и перераб. — М.: Россельхозиздат, 1983. — 191 с.
- Технология производства говядины на промышленной основе: учеб. для вузов / соавт.: Н. И. Востриков, Г. М. Туников. — М.: Агропромиздат, 1988. — 216 с.
- Технология выращивания и откорма скота в промышленном комплексе и на площадках. — М.: Росагропромиздат, 1989. — 207 с.
- Повышение эффективности производства говядины / соавт. А. Х. Заверюха. — М.: Колос, 1995. — 287 с.
- Мясное скотоводство / соавт.: А. В. Черекаев и др. — Оренбург: Изд-во ОГУ, 2000. — 348 с.
- Повышение эффективности использования отходов сахароварения при промыщленной технологии производства говядины: моногр. / соавт.: Е. А. Ажмулдинов и др.; Всерос. НИИ мясн. скотоводства. — Уфа, 2009. — 283 с.